# شيران بيشة (مقاطعة دورة)
شيران بيشة (بالفارسية: شیران بیشه) هي قرية تقع في Shurab Rural District في إيران. يقدر عدد سكانها بـ 65 نسمة بحسب إحصاء 2016.